# American Federation of Labor
American Federation of Labor (AFL, i dag: American Federation of Labor and Congress of Industrial Organizations (AFL-CIO)) var et af de første fagforbund i USA.
Den blev grundlagt den 8. december 1886 af Samuel Gompers ved en reorganisering af forgængeren "Federation of Organized Trades and Labor Unions", i Columbus, Ohio. Gompers var indtil sin død i 1924 præsident for AFL.
AFL var i den første halvdel af det 20. århundrede det største fagforbund i USA, også efter at den mere radikale "Congress of Industrial Organizations" (CIO) forlod forbundet i 1938.
AFL bedrev en "ganske enkelt" fagforeningspolitik. Dette stod i modsætning til den mere radikale "Industrial Workers of the World" (IWW). AFL koncentrerede sig om arbejderes direkte, aktuelle krav og stillede ikke spørgsmålstegn ved ejerskabet af produktionsmidlerne. Den foretrak taktisk understøttelse af enkeltpolitikere som støttede arbejdernes interesser, frem for hele partier.
I 1955 sluttede AFL sig igen sammen med CIO og eksisterer i dag som AFL-CIO. I juli/august 2005 udtrådte talrige fagforeninger (herunder serviceforbundet SEIU, der var det største enkeltforbund) og dannede den nye paraplyorganisation "Change to win".

## Præsidenter for AFL 1886-1955
- 1886-1894: Samuel Gompers
- 1894-1895: John McBride
- 1895-1924: Samuel Gompers
- 1924-1952: William Green
- 1952-1955: George Meany, derefter præsident for AFL-CIO

## Weblinks
- Trennung zur Goldenen Hochzeit. US-amerikanischer Gewerkschaftsdachverband AFL-CIO gespalten. Fra: Analyse+kritik Nr. 497 19. august 2005